# Vicent Pastor i Chanzà
Vicent Pastor i Chanzà   (Alcàsser, 1958 - Picanya, 28 d'agost de 2016) fou un músic, folklorista i dinamitzador cultural i esportiu valencià.
Estudià Magisteri a la Universitat Laboral de Xest. Compaginà la seua formació amb una intensa activitat esportiva, destacant com a jugador i àrbitre d’handbol fins a la Primera Divisió. Membre actiu del Centre Excursionista de Torrent, col·laborà com a redactor en la revista Celobert, on s'encarregava de la secció d'esports i excursionisme.
Fou cap del Servei Municipal d’Esports de l’Ajuntament de Picanya, des d’on impulsà diverses iniciatives com els Encontres Esportius Comarcals i la Quarta i Mitja Marató Picanya-Paiporta. També coordinà l’anuari «L’esport ací», dedicat a l’activitat esportiva associativa local, i participà en la fundació de la «Penya Gastronòmica de Picanya».
Gran aficionat a la bicicleta, l’any 2000 participà en la I Marxa de la Fraternitat Picanya–Panasòu, una ruta ciclista de 1006 quilòmetres entre la localitat valenciana i la seua homònima occitana.
A finals dels anys vuitanta fundà, junt amb altres músics, el grup Llisa Folk, i el 1993, amb Eduard Navarro i Fabrici Banyos, creà Tres Fan Ball, formació pionera en la recuperació i difusió de la música tradicional de ball al País Valencià. Amb aquest grup edità els àlbums «Fadrina poruga» (1994), «El sac del temps» (1997), «A peu de plaça» (2005) i «La quadrilla» (2013).
Instrumentista polifacètic, tocava l’acordió diatònic i cromàtic, el llaüt, el guitarró i la flauta travessera. La seua trajectòria artística estigué sempre vinculada a la divulgació de la música d’arrel i la cultura popular.
El 1995 contribuí a la creació de la trobada musical «Pont Folk», i el 2006 impulsà «Folksona», unes colònies de música folk per a xiquets i xiquetes. A partir de 2009, «Folksona» es consolidà a Agullent com un espai de formació, convivència i difusió, amb tallers, concerts i activitats obertes tant als joves participants com al públic en general.
Com a reconeixement pòstum, un parc públic a la seua localitat natal, Alcàsser, porta el seu nom.